# Huangsches Gesetz

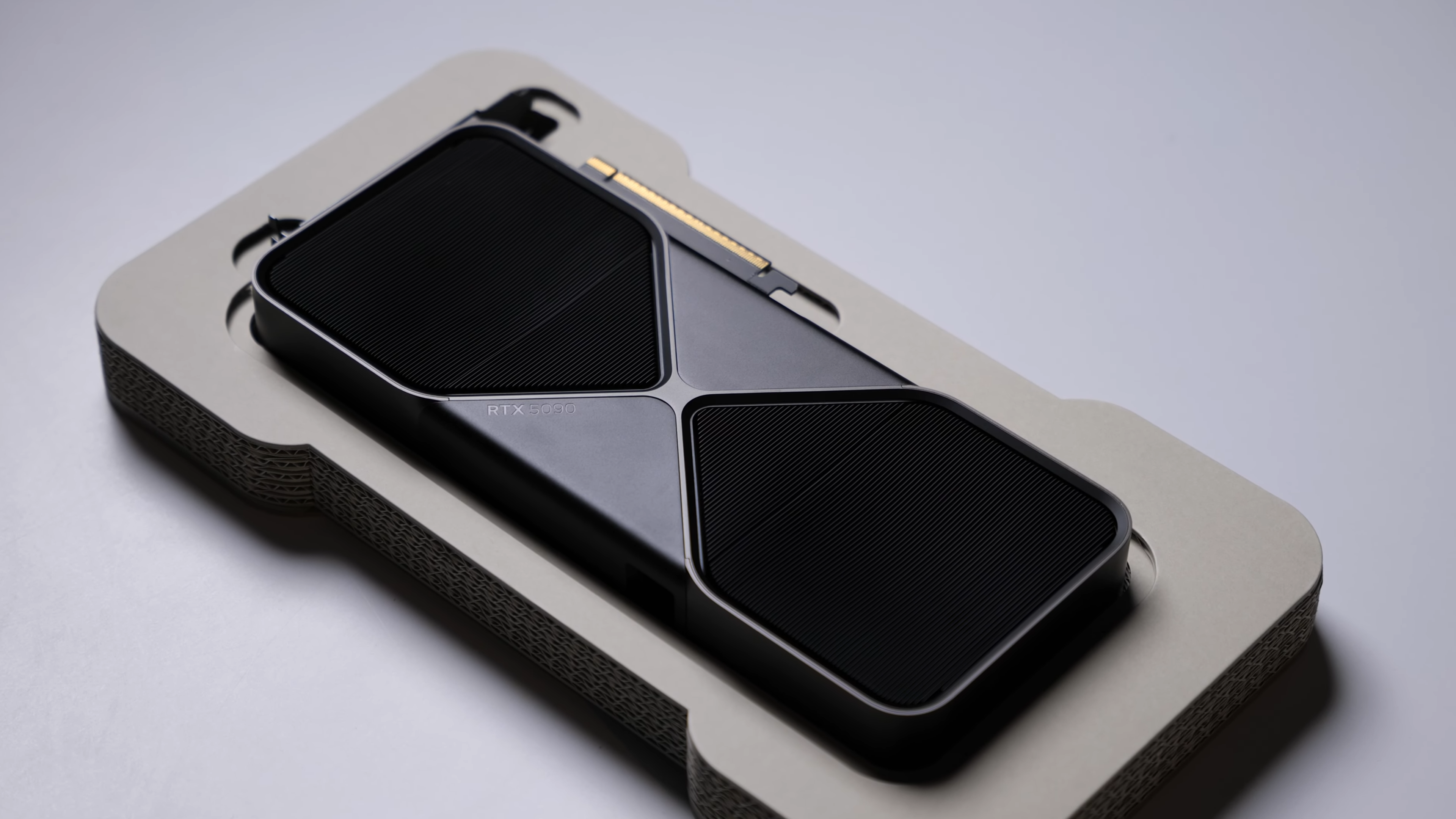
Eine RTX 5090, die (Stand: 2025) leistungsstärkste Grafikkarte der GeForce-Reihe von Nvidia mit 104,8 TFLOPS bei einfacher Genauigkeit (FP32)

Als huangsches Gesetz (englisch Huang’s law), benannt nach Jen-Hsun Huang, wird die Beobachtung bezeichnet, dass die Fortschritte bei der Entwicklung von Grafikprozessoren (GPUs) viel schneller voranschreiten als bei Hauptprozessoren (CPUs). Damit unterscheidet es sich vom mooreschen Gesetz, laut dem sich die Anzahl der Transistoren in einem dichten integrierten Schaltkreis etwa alle zwei Jahre verdoppelt. Das huangsche Gesetz besagt, dass sich die Leistung von Computerchips, die künstliche Intelligenz antreiben, unabhängig von ihrem technischen Aufbau alle zwei Jahre mehr als verdoppelt.

## Geschichte
Jen-Hsun Huang, Chief Executive Officer (CEO) von Nvidia, machte diese Feststellung 2018 auf der GPU Technology Conference (GTC) in San Jose, Kalifornien.
Erstmals benannt wurde das Phänomen von Christopher Mims in einem Artikel des Wall Street Journal von September 2020.
Laut Bill Dally, Chief Scientist und Senior Vice President of Research bei Nvidia, habe sich zwischen November 2012 und Mai 2020 die Performance für „eine wichtige Klasse von KI-Berechnungen“ bei Grafikkarten von Nvidia um das 317-fache gesteigert.
Als Gründe für diese Tendenz nannte Huang 2024 die Verlagerung von Fortschritten in der Rechenleistung im Bereich der CPUs zu GPUs, den zunehmenden Einsatz von maschinellem Lernen in der Programmierung sowie das Hervorbringen leistungsfähiger KI-Systeme, die jeweils die Entwicklung noch fähigerer KI-Systeme beschleunigen.

## Kritik
Kritiker des huangschen Gesetzes behaupten, dass dieses nicht als ein Nachfolger des mooreschen Gesetzes angesehen werden kann, da es letztendlich von diesem abhängig sei:

„If Moore’s Law is in trouble — either in terms of transistor scaling or the loosely defined performance-improvement inclusions, Huang’s Law is, too.“

„Wenn das mooresche Gesetz in Schwierigkeiten ist – entweder in Bezug auf die Skalierung der Transistoren oder die lose definierten Leistungsverbesserungen – dann ist es auch das huangesche Gesetz.“

Des Weiteren wird kritisiert, es sei zu früh, um sagen zu können, ob huangsches Gesetz – im Gegensatz zum mooreschen Gesetz – langfristig Bestand haben wird und dieses damit als solches anzuerkennen.